# Liste zum St.-Rupert-Pilgerweg von Sankt Gilgen nach Bischofshofen
Die Liste zum St.-Rupert-Pilgerweg von Sankt Gilgen nach Bischofshofen benennt Etappenziele auf der St.-Rupert-Pilgerweg von Sankt Gilgen nach Bischofshofen.

## Liste
| Tag | Foto außen | Kirche u. a.                                        | Gemeinde, Ort                              | Foto detail | Beschreibung                                                      |
| --- | ---------- | --------------------------------------------------- | ------------------------------------------ | ----------- | ----------------------------------------------------------------- |
| 11  |            | Pfarrkirche hl. Ägydius                             | Sankt Gilgen                               |             |                                                                   |
| 11  |            | Europakloster Gut Aich                              | Sankt Gilgen                               |             |                                                                   |
| 11  |            | Wallfahrtskirche Unsere Liebe Frau und hl. Wolfgang | Falkenstein in der KG Ried in Sankt Gilgen |             |                                                                   |
| 11  |            | Pfarr- und Wallfahrtskirche hl. Wolfgang            | St. Wolfgang im Salzkammergut              |             | Pacher-Altar                                                      |
| 11  |            | Pfarrkirche hl. Sigismund                           | Strobl                                     |             | Madonna von Gennazano                                             |
| 12  |            | Postalmkapelle                                      | Postalm                                    |             |                                                                   |
| 13  |            | Klauseggkapelle                                     | Abtenau                                    |             |                                                                   |
| 13  |            | Filialkirche Radochsberg                            | Abtenau                                    |             |                                                                   |
| 13  |            | Pfarrkirche Abtenau                                 | Abtenau                                    |             | Seitenfigur hl. Rupert mit dem Salzfass als Attribut am Hochaltar |
| 13a |            | Pfarrkirche Annaberg im Lammertal                   | Annaberg-Lungötz                           |             | Hochaltarbild Anna Maria lesen lehrend                            |
| 14a |            | Gsengkapelle                                        | Rußbach am Paß Gschütt                     |             |                                                                   |
| 14a |            | Passhöhe Pass Gschütt                               | Rußbach am Paß Gschütt                     |             |                                                                   |
| 14a |            | Pfarrkirche hl. Kreuz                               | Rußbach am Paß Gschütt                     |             |                                                                   |
| 15  |            | Pfarrkirche St. Martin am Tennengebirge             | St. Martin am Tennengebirge                |             |                                                                   |
| 16  |            | Pfarrkirche hl. Leonhard                            | Hüttau                                     |             |                                                                   |
| 16  |            | Friedenskirche Hochgründeck                         | St. Johann im Pongau                       |             |                                                                   |
| 17  |            | Hörndlfraukapelle                                   | Bischofshofen                              |             |                                                                   |
| 17  |            | Buchbergkirche                                      | Bischofshofen                              |             |                                                                   |
| 17  |            | Missionshaus St. Rupert                             | Bischofshofen                              |             |                                                                   |
| 17  |            | Museum am Kastenturm                                | Bischofshofen                              |             | Kopie vom Rupertus-Kreuz im Museum am Kastenturm.                 |
| 17  |            | Pfarrkirche hl. Maximilian                          | Bischofshofen                              |             |                                                                   |